# Aseirba
Aseirba is een geslacht van vliesvleugeligen uit de familie Encyrtidae. De wetenschappelijke naam van dit geslacht is voor het eerst geldig gepubliceerd in 1884 door Cameron.

## Soorten
Het geslacht Aseirba is monotypisch en omvat slechts de volgende soort:
- Aseirba caudata Cameron, 1884